# Partido Nacionalista de Australia

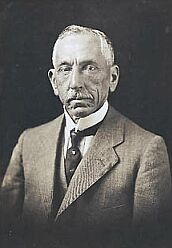
Billy Hughes, primer ministro Nacionalista de Australia 1915-1923

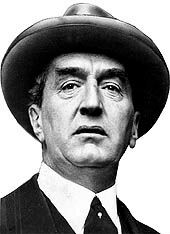
Stanley Bruce, primer ministro Nacionalista de Australia 1923-1929

El Partido Nacionalista de Australia es un partido político australiano. Comenzó el 17 de febrero de 1917 cuando el conservador Partido Liberal de la Mancomunidad y el Partido Nacional Laborista (PNL) se unieron. El Partido Nacionalista mantuvo el gobierno hasta 1929. Era la mayor oposición al Partido Laborista. En 1931 se unió a un grupo que dejó el Partido Laborista dirigido por Joseph Lyons y se convirtió en el Partido Australia Unida (UAP). Esta fue la base del Partido Liberal de Australia que comenzó en 1944.

## Historia
En octubre de 1915 el primer ministro Andrew Fisher se jubiló. El Partido Laborista Australiano (ALP) eligió a Billy Hughes como nuevo líder y primer ministro. Fue un firme defensor de la participación de Australia en la Primera Guerra Mundial. Después de una visita a Gran Bretaña en 1916 decidió que el reclutamiento era necesario para conseguir suficientes soldados para el ejército australiano. La mayoría de su partido, especialmente los sindicatos, no apoya el reclutamiento. También había muchos católicos irlandeses en el Partido Laborista que no querían apoyar al gobierno británico. Esto se debió a las acciones del gobierno británico contra el levantamiento de Semana Santa irlandés de 1916. En octubre, Hughes celebró un plebiscito para obtener apoyo para iniciar el reclutamiento, pero el plebiscito fue derrotado por un estrecho margen. El arzobispo católico de Melbourne, Daniel Mannix, fue su principal oponente en la cuestión del reclutamiento. Hughes continuó argumentando a favor de la conscripción. Esto produjo una profunda y amarga división dentro de la comunidad australiana, así como entre los miembros de su propio partido.
El 15 de septiembre de 1916, la rama de Nueva Gales del Sur del Partido Laborista obligó a Hughes a abandonar el Partido Laborista. Cuando el Caucus Federal del Trabajo Parlamentario se reunió el 14 de noviembre de 1916, hubo muchos argumentos. Hughes y otros 24 miembros del Partido Laborista se fueron. Los 43 miembros restantes aprobaron una moción de no confianza en el liderazgo. Esto removió a Hughes y a los otros miembros del ALP.
Hughes y sus seguidores formaron un nuevo partido, el Partido Nacional Laborista. Pudieron gobernar con el apoyo de Joseph Cook y su Partido Liberal de la Mancomunidad. En febrero de 1917, los dos grupos se unieron para formar el Partido Nacionalista, con Hughes como líder y Cook como sublíder. Las listas nacionales, con miembros liberales y laboristas, pudieron presentar una imagen de unidad nacional.
En mayo de 1917 los nacionalistas ganaron una gran victoria electoral. En estas elecciones, Hughes abandonó su sede obrera de West Sydney, y fue elegido para Bendigo en Victoria. Hughes había prometido dimitir si su Gobierno no ganaba el poder de reclutar. Una segunda votación se llevó a cabo en diciembre de 1917, pero fue nuevamente derrotada, esta vez por más votos. Hughes renunció como primer ministro pero, como era el líder del partido mayoritario, el Gobernador General, Sir Ronald Munro Ferguson, le pidió inmediatamente que volviera a ser primer ministro. Hughes pudo permanecer como primer ministro mientras mantenía su promesa de dimitir.
Hughes y los nacionalistas gobernaron por su cuenta hasta las elecciones de 1922. El nuevo Partido Nacional obtuvo bastantes escaños en la Cámara de Representantes. Los nacionalistas no tenían mayoría para gobernar y necesitaban el apoyo del Partido Nacional. Sin embargo, al Partido Nacional no le gustó la política rural de Hughes. Su líder, Earle Page, dijo que no serviría bajo su mando. Muchos en el Partido Nacionalista no apoyaron completamente a Hughes, sospechando que todavía era realmente socialista. La demanda de Page finalmente les dio una excusa, y sin apoyo Hughes se vio obligado a renunciar en enero de 1923. El extesorero Stanley Bruce fue elegido como líder, y rápidamente entró en una coalición con el Partido Nacional. El precio, sin embargo, era alto. El Partido Nacional exigió cinco escaños en el gabinete (de un total de 11), incluyendo el cargo de Tesorero y el cargo de Viceprimer Ministro para Page. Sin embargo, Bruce estuvo de acuerdo en lugar de forzar otra elección. Este fue el comienzo de la tradicional coalición de partidos no laboristas.
Bajo el liderazgo de Bruce, los nacionalistas se volvieron mucho más conservadores. La coalición nacionalista-Nacional obtuvo una gran victoria en 1925. Fue reelegido en 1928, aunque con un apoyo significativamente menor. En 1929, cuando Bruce intentó introducir nuevas leyes para cambiar el sistema de arbitraje industrial, esto fue demasiado para Hughes. Él y sus partidarios votaron en contra de las leyes, y el gobierno, que ya no controla una mayoría, convocó a elecciones anticipadas.
La Coalición fue derrotada, incluso Bruce perdió su propio asiento. Fue sucedido como líder por el exfiscal General John Latham. Los nacionalistas nunca volvieron a ser una fuerza real en la política australiana. Habiendo estado sólo en el gobierno, no estaban preparados para un papel en la oposición. Sin embargo, en 1931, un grupo de miembros del Partido Laborista liderado por Joseph Lyons, dejó el ALP para unirse a los conservadores. Formaron un nuevo grupo, el Partido Unido de Australia (UAP). La mayoría de los miembros de la UAP eran ex nacionalistas, pero eligieron a Lyon como líder y el primer ministro. La UAP reemplazó a los nacionalistas como el principal partido conservador antiobrero.

## Organización de Jóvenes Nacionalistas
Alrededor de 1929 Robert Menzies, miembro del Parlamento victoriano, se unió a Wilfrid Kent Hughes para formar la Organización de Jóvenes Nacionalistas. Menzies fue su primer presidente.
La organización mantuvo su nombre cuando los nacionalistas se convirtieron en la UAP. La mitad de los miembros de la UAP elegidos en las elecciones estatales de 1932 en Victoria eran jóvenes nacionalistas. En 1932 el primer ministro, Sir Stanley Argyle, incluyó a tres de ellos en su gabinete de ocho personas, incluyendo a Menzies como vice primer ministro.
Más tarde, cuando Menzies fundó el Partido Liberal de Australia, invitó a los delegados de los Jóvenes Nacionalistas a asistir. Los Jóvenes Nacionalistas siguieron a la UAP en el Partido Liberal, y Menzies formó a los Jóvenes Liberales para reemplazarlos.

## Líderes
- William Morris Hughes 1917-1922
- Stanley Bruce 1922-1929
- John Latham 1929-1931

## Resultados electorales
|  | 54.22 % |

|  | 45.07 % |

|  | 35.23 % |

|  | 42.46 % |

|  | 39.09 % |

|  | 33.90 % |